# Schistophleps punctistriata
Schistophleps punctistriata är en fjärilsart som beskrevs av Rothschild 1913. Schistophleps punctistriata ingår i släktet Schistophleps och familjen björnspinnare. Inga underarter finns listade.